# Kleine Angelusspitze
Kleine Angelusspitze (wł. Angelo Piccolo) – szczyt o wysokości 3315 m n.p.m. (podaje się również wysokość 3318 m), położony w Tyrolu Południowym, w Masywie Ortleru należącego do Alp Retyckich. Kleine Angelusspitze położony jest w tej samej grani, nieco na północ od szczytu Hohe Angelusspitze. Grań ta oddziela położoną na południowy zachód dolinę Zaytal od położonej na wschód doliny Laasertal.

## Turystyka i Alpinizm
Kleine Angelusspitze dostępny jest nietrudną stosunkowo drogą lodową (trudności: F). Najpopularniejszym punktem wyjścia na szczyt jest położone w dolinie Zaytal schronisko Zaytalhütte (wł. Rifugio Serristori, 2721 m), do którego dotrzeć można łatwą ścieżką z miejscowości Innersulden (3 h); podejście można skrócić do niepełna 1:30 h, korzystając z wyciągu krzesełkowego Kanzel.
Od schroniska Zaytalhütte idzie się w głąb doliny, niemal aż do jej końca, do położonego wśród wielkich want niewielkiego jeziorka. Następnie w górę niestromym lodowcem Klein Angelusferner w pobliże grani, dochodząc na przełęcz. Stąd granią z jej obejściem nietrudno na wierzchołek Kleine Angelusspitze. Droga, choć łatwa, wymaga często użycia raków i czekana. Czas wejścia od schroniska 2:20 h. Różnica poziomów od schroniska: 640 m.